# 리 대수 아이디얼
리 군론에서 리 대수 아이디얼(Lie代數ideal, 영어: Lie algebra ideal)은 몫을 취할 수 있는 리 대수의 부분 리 대수이다. 군론의 정규 부분군이나 환론의 아이디얼에 대응하는 개념이다.

## 정의
가환환 {\displaystyle K} 위의 리 대수 {\displaystyle ({\mathfrak {g}},[-,-])}의 부분 리 대수(部分Lie代數, 영어: Lie subalgebra) {\displaystyle {\mathfrak {h}}}는 리 괄호에 대하여 닫힌 {\displaystyle K}-부분 가군이다. 즉, {\displaystyle {\mathfrak {h}}\subset {\mathfrak {g}}}이며 {\displaystyle [{\mathfrak {h}},{\mathfrak {h}}]\subset {\mathfrak {h}}}이다.
가환환 {\displaystyle K} 위의 리 대수 {\displaystyle {\mathfrak {g}}}의 부분 집합 {\displaystyle I\subseteq {\mathfrak {g}}}에 대하여, 다음 두 조건이 서로 동치이며, 이를 만족시키는 부분 집합을 리 대수 아이디얼(영어: Lie algebra ideal)이라고 한다.
- {\displaystyle K}-부분 가군이며, {\displaystyle [{\mathfrak {g}},I]\subseteq I}이다.
- {\displaystyle \ker \phi =I}인 리 대수 준동형 {\displaystyle \phi \colon {\mathfrak {g}}\to {\mathfrak {h}}}가 존재한다.

리 대수 아이디얼에 대하여, 몫 리 대수(영어: quotient Lie algebra) {\displaystyle {\mathfrak {g}}/I}를 정의할 수 있다.

### 리 초대수의 경우
위의 개념들은 리 초대수에 대하여 그대로 일반화될 수 있다.
가환환 {\displaystyle K} 위의 리 초대수 {\displaystyle ({\mathfrak {g}},[-,-\})}의 부분 리 초대수(部分Lie初代數, 영어: Lie sub-superalgebra) {\displaystyle {\mathfrak {h}}\subseteq {\mathfrak {g}}}는 리 초괄호에 대하여 닫힌 {\displaystyle K}-부분 가군이다. 즉,
{\displaystyle [{\mathfrak {h}},{\mathfrak {h}}\}\subseteq {\mathfrak {h}}}
이다.
가환환 {\displaystyle K} 위의 리 초대수 {\displaystyle ({\mathfrak {g}},[-,-\})}의 아이디얼(영어: ideal) {\displaystyle {\mathfrak {h}}\subseteq {\mathfrak {g}}}는 다음 조건을 만족시키는 {\displaystyle K}-부분 가군이다.
- {\displaystyle [{\mathfrak {g}},{\mathfrak {h}}\}\subseteq {\mathfrak {h}}}

즉, {\displaystyle {\mathfrak {g}}={\mathfrak {g}}_{0}\oplus {\mathfrak {g}}_{1}}이라고 할 때,
- {\displaystyle {\mathfrak {h}}_{0}\subseteq {\mathfrak {g}}_{0}}는 리 대수 {\displaystyle {\mathfrak {g}}_{0}}의 아이디얼이다.
- {\displaystyle {\mathfrak {h}}_{1}\subseteq {\mathfrak {g}}_{1}}는 {\displaystyle {\mathfrak {g}}_{0}}의 표현을 이루며 ({\displaystyle [{\mathfrak {g}}_{0},{\mathfrak {h}}_{1}\}\in {\mathfrak {h}}_{1}}), 또한 {\displaystyle \{{\mathfrak {g}}_{1},{\mathfrak {h}}_{1}\}\subseteq {\mathfrak {h}}_{1}}을 만족시킨다.

### L∞-대수의 경우
위의 개념들은 L∞-대수에 대하여 그대로 일반화될 수 있다.
가환환 {\displaystyle K} 위의 L∞-대수 {\displaystyle {\mathfrak {g}}}의 부분 L∞-대수(部分L∞-代數, 영어: L∞-subalgebra) {\displaystyle {\mathfrak {h}}\subseteq {\mathfrak {g}}}는 모든 항수의 괄호에 대하여 닫혀 있는, 동차 {\displaystyle K}-부분 가군이다. 즉,
{\displaystyle [\overbrace {{\mathfrak {h}},{\mathfrak {h}},\dotsc ,{\mathfrak {h}}} ^{k}]_{k}\subseteq {\mathfrak {h}}\qquad (k\in \mathbb {Z} ^{+})}
{\displaystyle \operatorname {proj} _{n}({\mathfrak {h}})\subseteq {\mathfrak {h}}\qquad (n\in \mathbb {N} )}
이다. 여기서 {\displaystyle \operatorname {proj} _{n}}은 등급 {\displaystyle n}의 성분을 취하는 사영 함수이다.
가환환 {\displaystyle K} 위의 L∞-대수 {\displaystyle {\mathfrak {g}}}의 아이디얼(영어: ideal) {\displaystyle {\mathfrak {h}}\subseteq {\mathfrak {g}}}는 다음 조건을 만족시키는 {\displaystyle K}-부분 가군이다.
{\displaystyle [{\mathfrak {h}},\overbrace {{\mathfrak {g}},{\mathfrak {g}},\dotsc ,{\mathfrak {g}}} ^{k}]_{k}\subseteq {\mathfrak {h}}\qquad (k\in \mathbb {Z} ^{+})}
{\displaystyle \operatorname {proj} _{n}({\mathfrak {h}})\subseteq {\mathfrak {h}}\qquad (n\in \mathbb {N} )}
특히, {\displaystyle k=1}일 때 이 조건은
{\displaystyle \mathrm {d} {\mathfrak {h}}\subseteq {\mathfrak {h}}}
이다. 즉, {\displaystyle {\mathfrak {h}}}는 {\displaystyle {\mathfrak {g}}}의 부분 공사슬 복합체를 이룬다.

## 성질

### 함의 관계
모든 리 대수 아이디얼은 부분 리 대수이지만, 그 역은 일반적으로 성립하지 않는다. 즉, 가환환 {\displaystyle K} 위의 리 대수 {\displaystyle {\mathfrak {g}}}의 부분 집합에 대하여 다음과 같은 포함 관계가 성립한다.
리 대수 아이디얼 ⊆ 부분 리 대수 ⊆ {\displaystyle K}-부분 가군 ⊆ 덧셈 부분군 ⊆ 부분 집합

### 다른 성질과의 관계
표수 0의 체 위의 유한 차원 리 대수 {\displaystyle {\mathfrak {g}}}에 대하여, 다음과 같은 성질들이 아이디얼로서 정의된다.
| 리 대수의 종류        | 리 대수 아이디얼을 통한 정의                                                                          |
| --------------------- | --- |
| 단순 리 대수          | 정확히 두 개의 아이디얼 (즉, {\displaystyle \{0\}\neq {\mathfrak {g}}})을 가지며, 아벨 리 대수가 아님 |
| 반단순 리 대수        | 아벨 아이디얼은 {\displaystyle \{0\}} 밖에 없음                                                       |
| 아벨 리 대수          | 모든 {\displaystyle K}-부분 가군이 리 대수 아이디얼임                                                 |
| {\displaystyle \{0\}} | 정확히 한 개의 아이디얼을 가짐                                                                        |

## 예

### 자명한 리 대수 아이디얼
모든 리 대수 {\displaystyle {\mathfrak {g}}}에 대하여, {\displaystyle \{0\}\subseteq {\mathfrak {g}}}과 {\displaystyle {\mathfrak {g}}\subseteq {\mathfrak {g}}}는 (자명하게) {\displaystyle {\mathfrak {g}}}의 리 대수 아이디얼이다. 이들에 대한 몫 리 대수는 각각 다음과 같다.
{\displaystyle {\mathfrak {g}}/\{0\}\cong {\mathfrak {g}}}
{\displaystyle {\mathfrak {g}}/{\mathfrak {g}}\cong \{0\}}

### 직합 성분
같은 가환환 위의 두 리 대수 {\displaystyle {\mathfrak {g}}}, {\displaystyle {\mathfrak {h}}}의 직합 {\displaystyle {\mathfrak {g}}\oplus {\mathfrak {h}}}에서, {\displaystyle {\mathfrak {g}}\oplus 0,0\oplus {\mathfrak {h}}\subseteq {\mathfrak {g}}\oplus {\mathfrak {h}}}는 각각 {\displaystyle {\mathfrak {g}}\oplus {\mathfrak {h}}}의 리 대수 아이디얼을 이루며, 이에 대한 몫 리 대수는 각각 다음과 같다.
{\displaystyle {\frac {{\mathfrak {g}}\oplus {\mathfrak {h}}}{\mathfrak {g}}}\cong {\mathfrak {h}}}
{\displaystyle {\frac {{\mathfrak {g}}\oplus {\mathfrak {h}}}{\mathfrak {h}}}\cong {\mathfrak {g}}}

### 리 대수 중심
가환환 {\displaystyle K} 위의 리 대수 {\displaystyle {\mathfrak {g}}}의 중심(中心, 영어: center) {\displaystyle \operatorname {Z} ({\mathfrak {g}})}은 모든 원소와 가환하는 원소들로 구성된 부분 리 대수이다.
{\displaystyle \operatorname {Z} ({\mathfrak {g}})=\{x\in {\mathfrak {g}}\colon [x,{\mathfrak {g}}]=0\}}
이는 아벨 리 대수를 이루며, 항상 리 대수 아이디얼을 이룬다. 이는 군론에서의 군의 중심의 개념에 대응한다.

### 유도 리 대수
가환환 {\displaystyle K} 위의 리 대수 {\displaystyle {\mathfrak {g}}}가 주어졌을 때, 부분 공간
{\displaystyle [{\mathfrak {g}},{\mathfrak {g}}]=\left\{[x_{1},y_{1}]+\dotsb +[x_{n},y_{n}]\colon n\in \mathbb {N} ,\,x_{1},x_{2},\dotsc ,x_{n},y_{1},y_{2},\dotsc ,y_{n}\in {\mathfrak {g}}\right\}\subseteq {\mathfrak {g}}}
는 {\displaystyle {\mathfrak {g}}}의 리 대수 아이디얼을 이룬다. 이를 {\displaystyle {\mathfrak {g}}}의 유도 리 대수(영어: derived Lie algebra)라고 한다.

### 리 대수 근기
리 대수 근기는 리 대수의 최대 가해 아이디얼이다.